# Pyyrinlahti
Pyyrinlahti är en vik i Finland. Den är en del av sjön Ala-Keitele och ligger i Äänekoski i landskapet Mellersta Finland, i den centrala delen av landet, 290 km norr om huvudstaden Helsingfors.